# Krajné Čierno
Krajné Čierno (allemand : Tscharno in der Krein, Krajna-Tscharno , hongrois : Végcsarnó) est un village de Slovaquie situé dans la région de Prešov.

## Histoire
Première mention écrite du village en 1618.

## Démographie

### Évolution de la population
| Année:               | 1994. | 2004.   | 2014.    | 2024.   |
| -------------------- | ----- | ------- | -------- | ------- |
| Nombre de personnes: | 84    | 86      | 71       | 78      |
| Différence:          |       | +2,38 % | -17,44 % | +9,85 % |

| Année:               | 2023. | 2024.  |
| -------------------- | ----- | ------ |
| Nombre de personnes: | 80    | 78     |
| Différence:          |       | -2,5 % |